# Phylacia poculiformis
Phylacia poculiformis är en svampart som först beskrevs av Jean François Montagne, och fick sitt nu gällande namn av Jean François Montagne 1855. Phylacia poculiformis ingår i släktet Phylacia och familjen kolkärnsvampar.   Inga underarter finns listade i Catalogue of Life.